# Mitsubishi 1MT
Мицубиси 1MT (яп. 十年式艦上雷撃機, палубный торпедоносец флотский, Тип 10) — японский палубный бомбардировщик-торпедоносец, одномоторный триплан. Первый и единственный японский самолёт-триплан; первый палубный торпедоносец японской авиации.

## История
В 1921 году Императорский флот Японии заказал компании Mitsubishi разработку палубного истребителя, палубного разведчика и палубного бомбардировщика-торпедоносца, которые должны были составить вооружение первого японского авианосца «Хосё», планируемого к спуску на воду в 1922 году. Компания обратилась к бывшему конструктору британской авиакомпании «Sopwith» инженеру Герберту Смиту с предложением спроектировать все три самолёта при помощи японских конструкторов. Смит прибыл с командой из семи британских авиаспециалистов и приступил к работе. Плодом стараний команды конструкторов стали три самолёта: истребитель 1MF1-5, разведчик 2MR и бомбардировщик 1MT1N.
Работы по бомбардировщику-торпедоносцу должны были ускориться по просьбе флота. Первый опытный образец был завершён 9 августа 1922, а его испытания прошли на заводском аэродроме Mitsubishi в Нагое (пилотировал опытный образец Уильям Джордон). Самолёт был выполнен быстро и соответствовал выдвигаемым требованиям, поэтому вскоре началась сборка второго опытного образца (испытания прошли в Касумигауре). Самолёт был принят на вооружение официально под индексом «палубный торпедоносец флотский, тип 10», став первым палубным торпедоносцем в истории японской авиации.
Если истребитель 1MF и разведчик 2MR производились и дальше и состояли на вооружении длительное время, то бомбардировщик 1MT всё-таки не оправдал ожиданий военных, вопреки благоприятным отзывам морских пилотов, испытавших самолёт. 1MT был слишком громоздким для размещения на авианосце, хотя Смит специально использовал схему триплана, чтобы этот самолёт мог нести торпеду. К тому же, несмотря на хорошую манёвренность, самолёт был полностью беззащитен перед вражескими истребителями, так как не имел никакого оборонительного вооружения и нуждался в истребительном прикрытии. После производства 20 таких машин флот отказался от использования «типа 10» и взял на вооружение трёхместный биплан B1M (тип 13) в 1924 году.
Один из двадцати построенных 1MT был переделан в гидросамолёт в авиационной исследовательской лаборатории Андо в префектуре Айти и с 1926 года эксплуатировался пассажирский и экспериментальный учебно-тренировочный самолёт.

## Характеристики
Технические характеристики
- Экипаж: 1 человек
- Длина: 9,78
- Размах крыла: 13,26 м
- Высота: 4,46 м
- Площадь крыла: 43 м²
- Масса пустого: 1368 кг
- Нормальная взлётная масса: 2496 кг
- Силовая установка: 1 × 12-цилиндровый водяного охлаждения Napier Lion
- Мощность двигателей: 1 × 450 л.с. (1 × 336 кВт)

Лётные характеристики
- Максимальная скорость: 210 км/ч
- Крейсерская скорость: 130 км/ч
- Практический потолок: 6 км

Вооружение
- Боевая нагрузка: 1 × 800 кг торпеда